# Městečko čekistů
Městečko čekistů (rusky Городок чекистов) je komplex konstruktivistických obytných domů v ruském Jekatěrinburgu (tehdy Sverdlovsk). Sídliště bylo vystavěno v letech 1929-1936 podle projektu finského architekta Ivana Pavloviče Antonova a jeho spolupracovníků. Původně bylo určeno pro pracovníky sovětského lidového komisariátu vnitra (NKVD) a jejich rodiny.
Název Městečko čekistů komplex dostal podle tradičního označení pracovníků sovětských a ruských tajných služeb, odvozeného od označení první sovětské tajné služby (Čeka). Jedná se o architektonickou památku federálního významu.

## Popis
Komplex Městečka čekistů se skládá z 14 samostatných budov. V sedmi pětipatrových z roku 1932 a dvou osmipatrových z roku 1936 se nachází celkem 444 bytů. V budově č. 2 jsou umístěny elitní byty o výměře 97 m² a 114 m². Nejvýraznějším prvkem komplexu je půlkruhový hotel Iseť s 97 pokoji o výměře nejčastěji 18 m², který původně sloužil jako ubytovna pro svobodné, pro nevelké rodiny či lidi na služební cestě. Nápis na fasádě ubytovny hlásal: Vpřed, ke komunismu! Dále se zde nachází Palác kultury F. Dzeržinského (dnes Sverdlovské oblastní muzeum) a administrativní budova. Palác kultury v souvislosti s tehdejšími představami o kolektivním životě zajišťoval celou řadu volnočasových aktivit, byla zde střelnice, sportoviště či dětské kroužky. V areálu se nacházela také poliklinika, prádelna a jídelna. V bytech nebyly zřízeny kuchyně, předpokládalo se, že se obyvatelé budou stravovat kolektivně (obyvatelé si však soukromé kuchyně záhy zřídili sami). Zachoval se zde jediný konstruktivistický interiér v Jekatěrinburgu, elegantní točité schodiště.
Jednotlivé budovy jsou pootočeny o 10 stupňů oproti uliční linii, což celku dodává prostornost a dynamiku. Jednotlivé domy přitom k sobě přiléhají roh na roh, a vytváří tak uzavřený areál, do nějž vedou pouze dva vstupy. V sovětském období byly tyto vchody hlídány a každý příchozí se musel prokázat legitimací.

## Historie

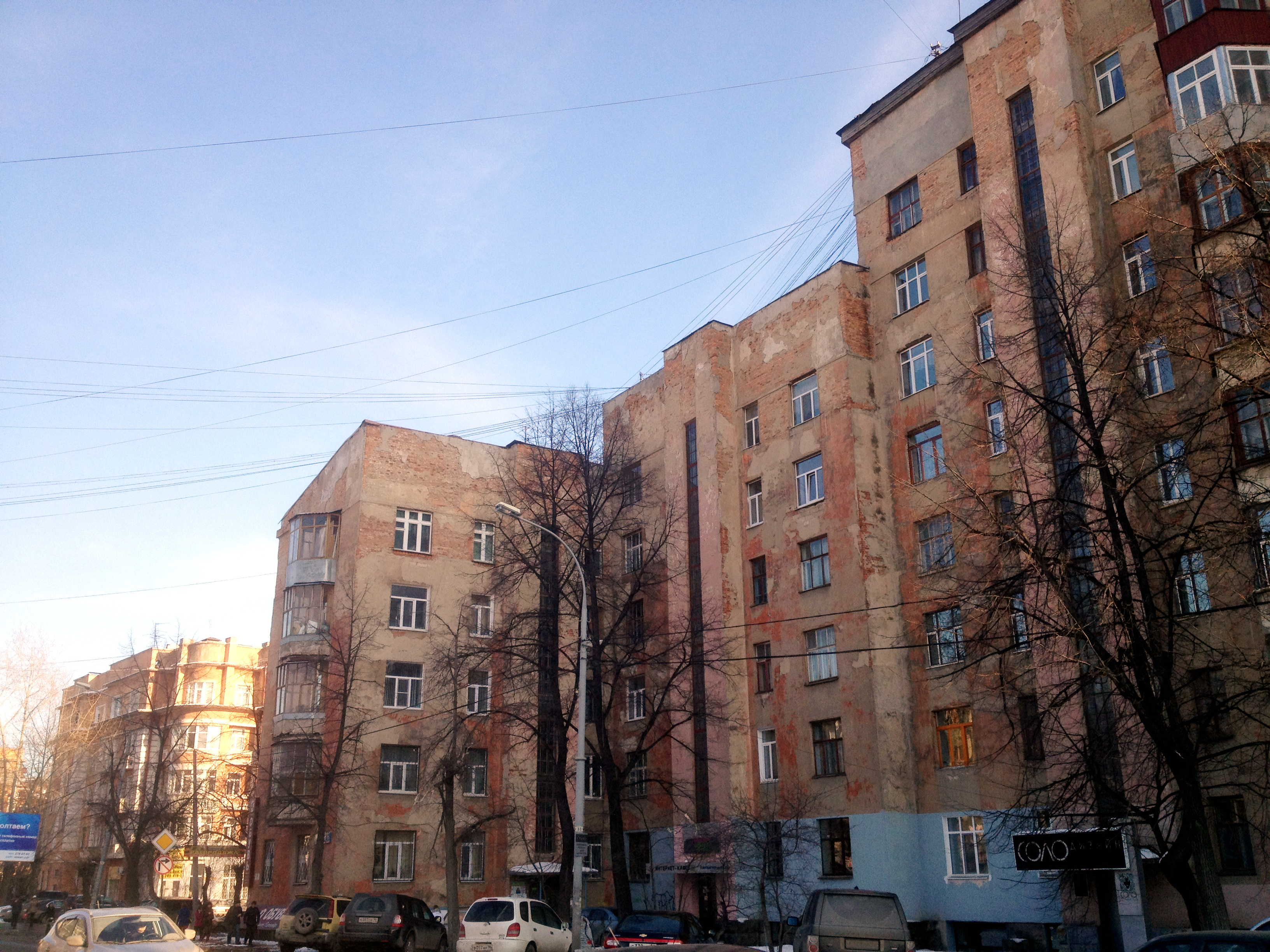
Pohled z ulice Pervomajskaja

Na místě současného Městečka čekistů se až do roku 1848 nacházel hřbitov. Později zde vyrostla jednoduchá dřevěná zástavba. Ve 20. letech potom v rámci přestavby města vznikl na objednávku tajné služby OGPU projekt, ztělesňující dobovou ideu o novém typu kolektivního bydlení. Autorem projektu byla skupina pod vedením finského architekta Ivana Pavloviče Antonova, který působil na konci 20. let v sovětském Sverdlovsku.
Na stavbě pracovali vězni, kulaci z Kubáně, které na stavbu každý den přiváděli dozorci. Po dokončení získalo sídliště oficiální název Žilokombinat NKVD (OGPU bylo roku 1934 reorganizováno v lidový komisariát vnitra, NKVD).
Obytný komplex byl spravován přímo sverdlovskou oblastní správou NKVD. Po roce 1937 se v klubovně konaly procesy nad údajnými nepřáteli lidu, mezi které se dostal nejeden obyvatel samotného Městečka čekistů. Později byla při rekonstrukcích bytů údajně v mnohých z nich objevena odposlouchávací zařízení. Existují také nepotvrzené pověsti o podzemních místnostech, kde mělo docházet k výslechům a popravám.
Roku 1958 byla ubytovna předána do správy města, od roku 1962 zde fungoval hotel Sport s obchodem se sportovními potřebami Dinamo v přízemí. V 70. letech se Sport změnil na Iseť a ze sportovního obchodu se stala restaurace.
Po rozpadu Sovětského svazu byl Palác kultury F. Dzeržinského předán Sverdlovskému oblastnímu muzeu, které se sem přestěhovalo z chrámu Nanebevstoupení Páně. Právě v této budově je dnes vystaven Šigirský idol. Při zřizování muzea byl ovšem zničen unikátní interiér kinosálu.
Jediné dva objekty, které byly v 21. století zrekonstruovány, jsou muzeum a hotel. Zbytek budov je v havarijním stavu.

## Galerie

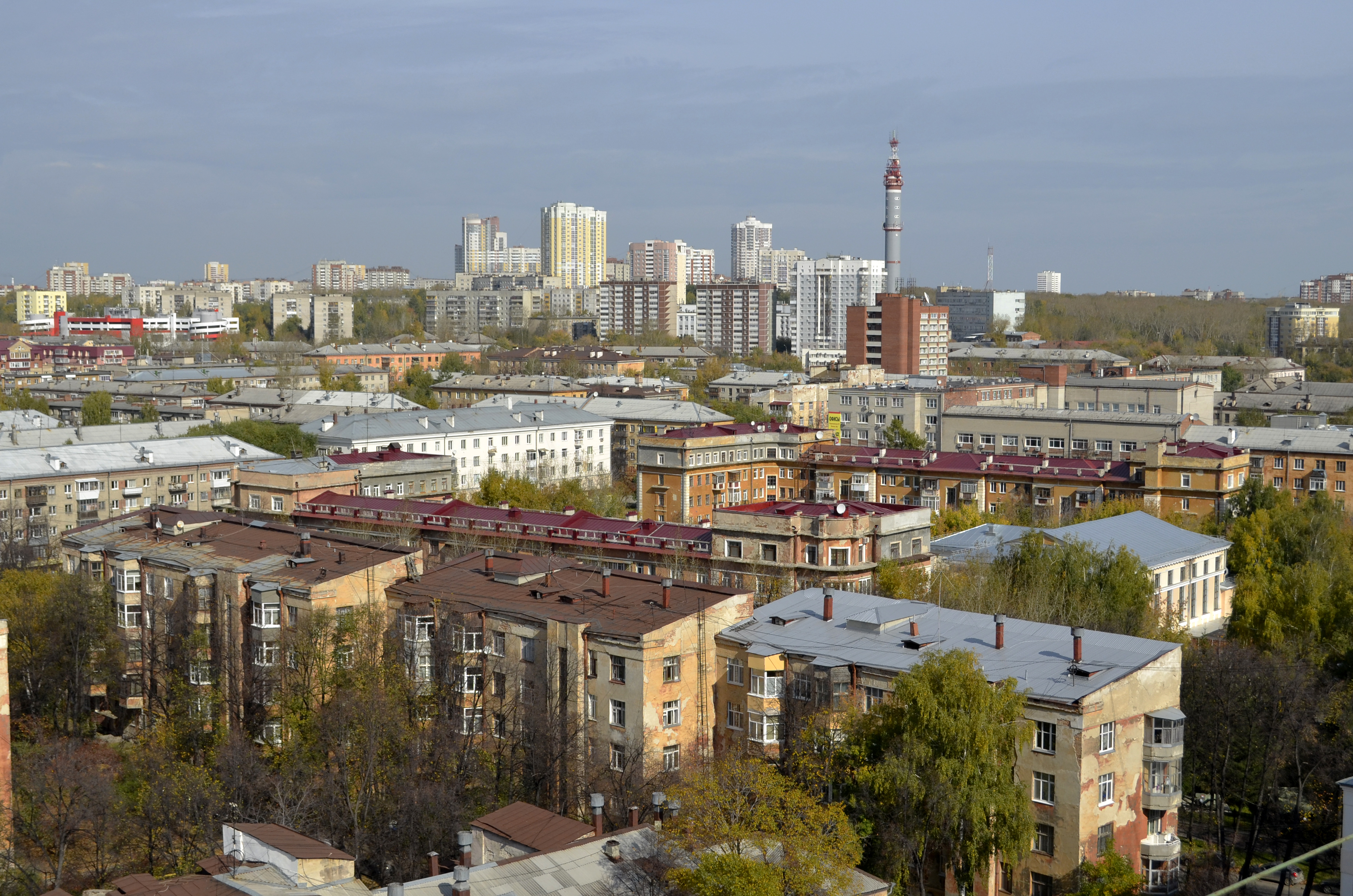
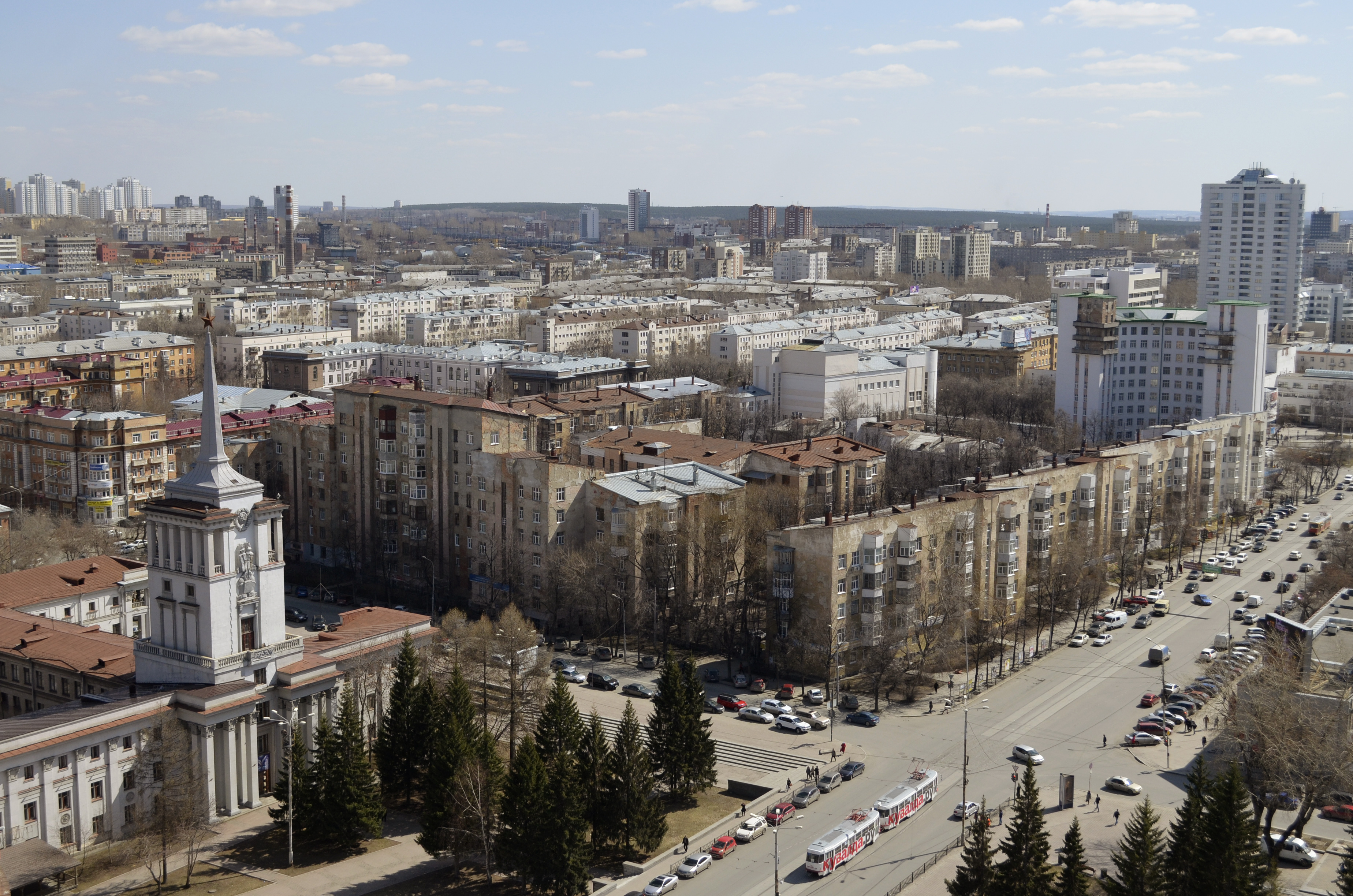
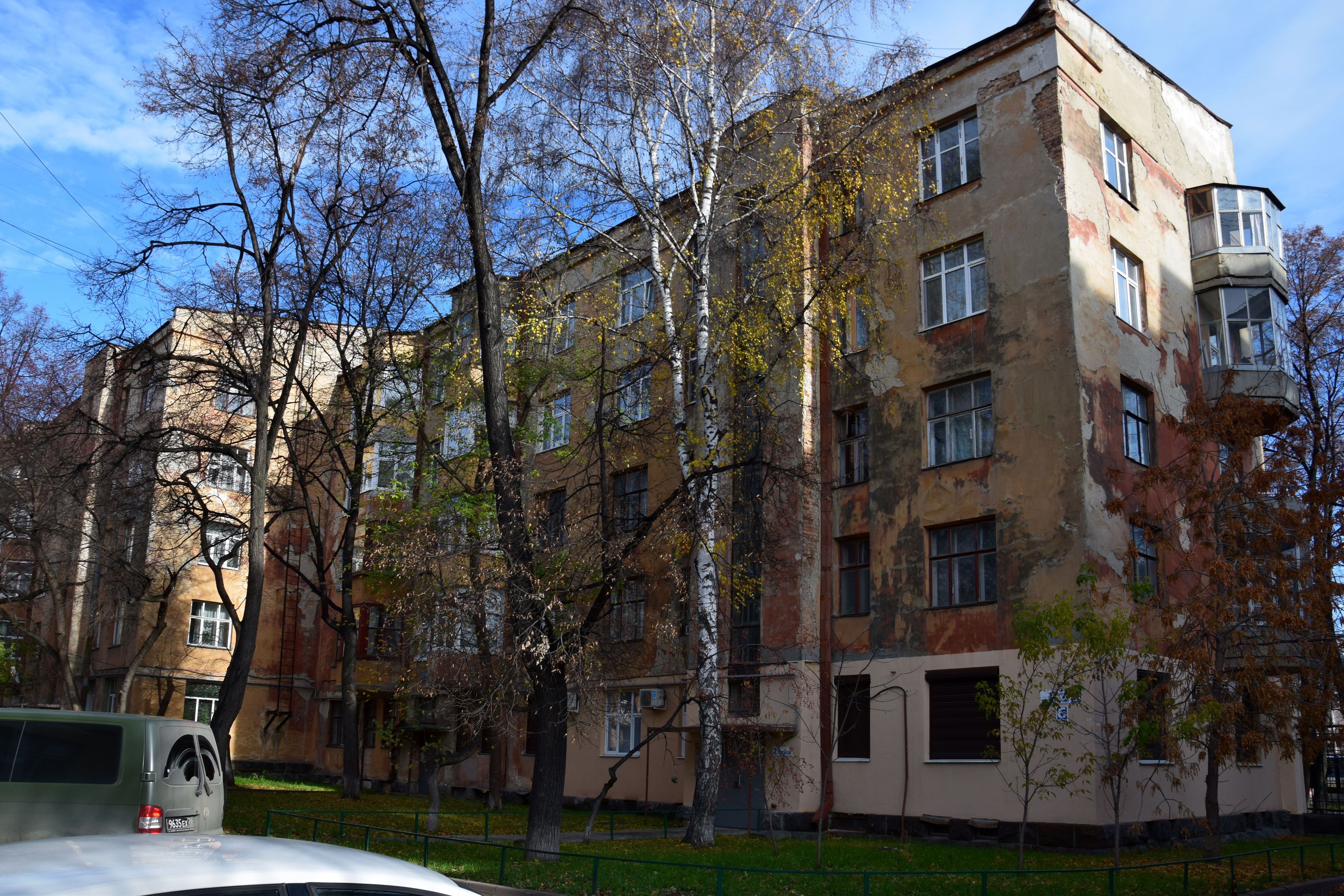
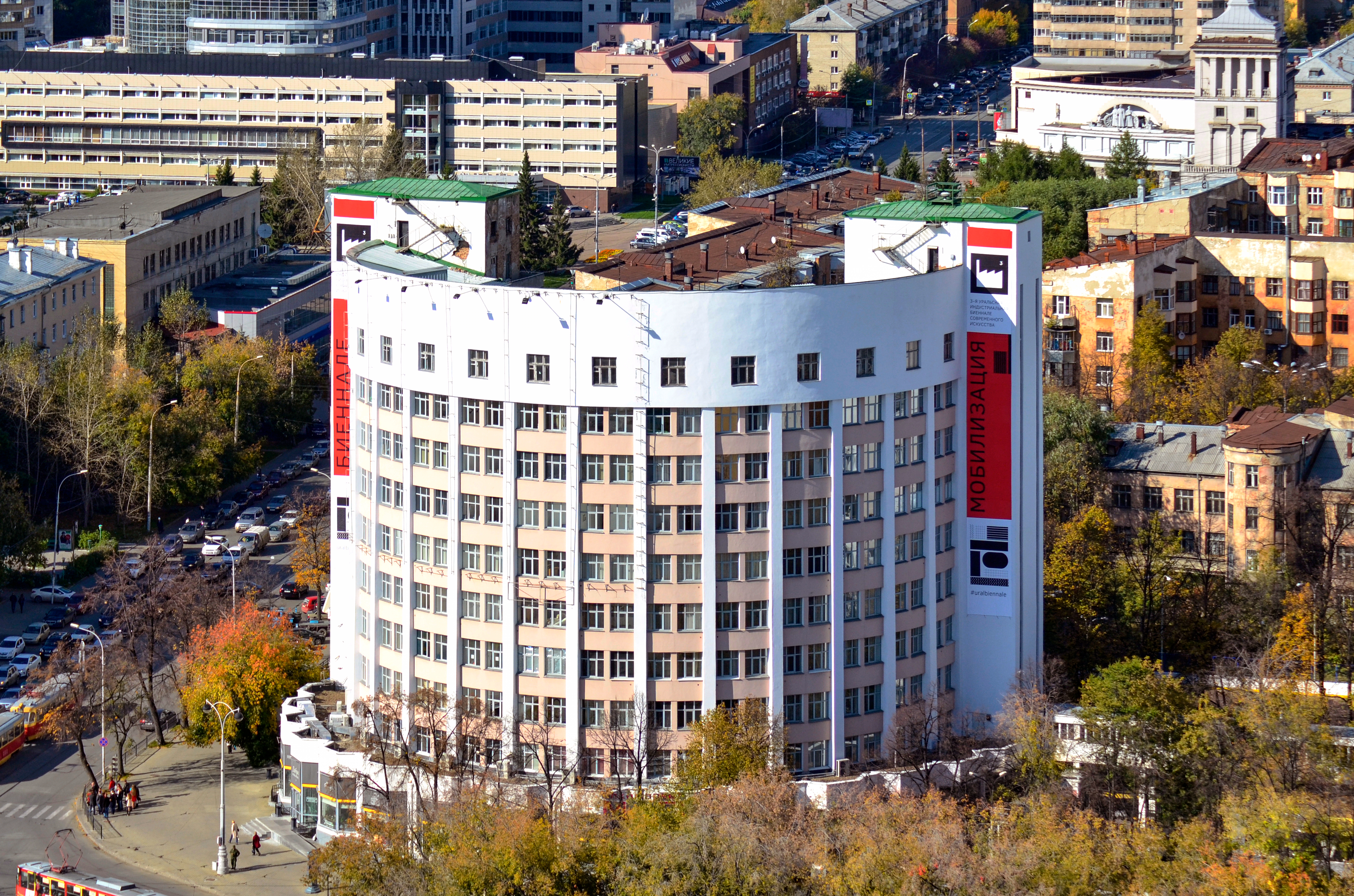
Hotel Iseť
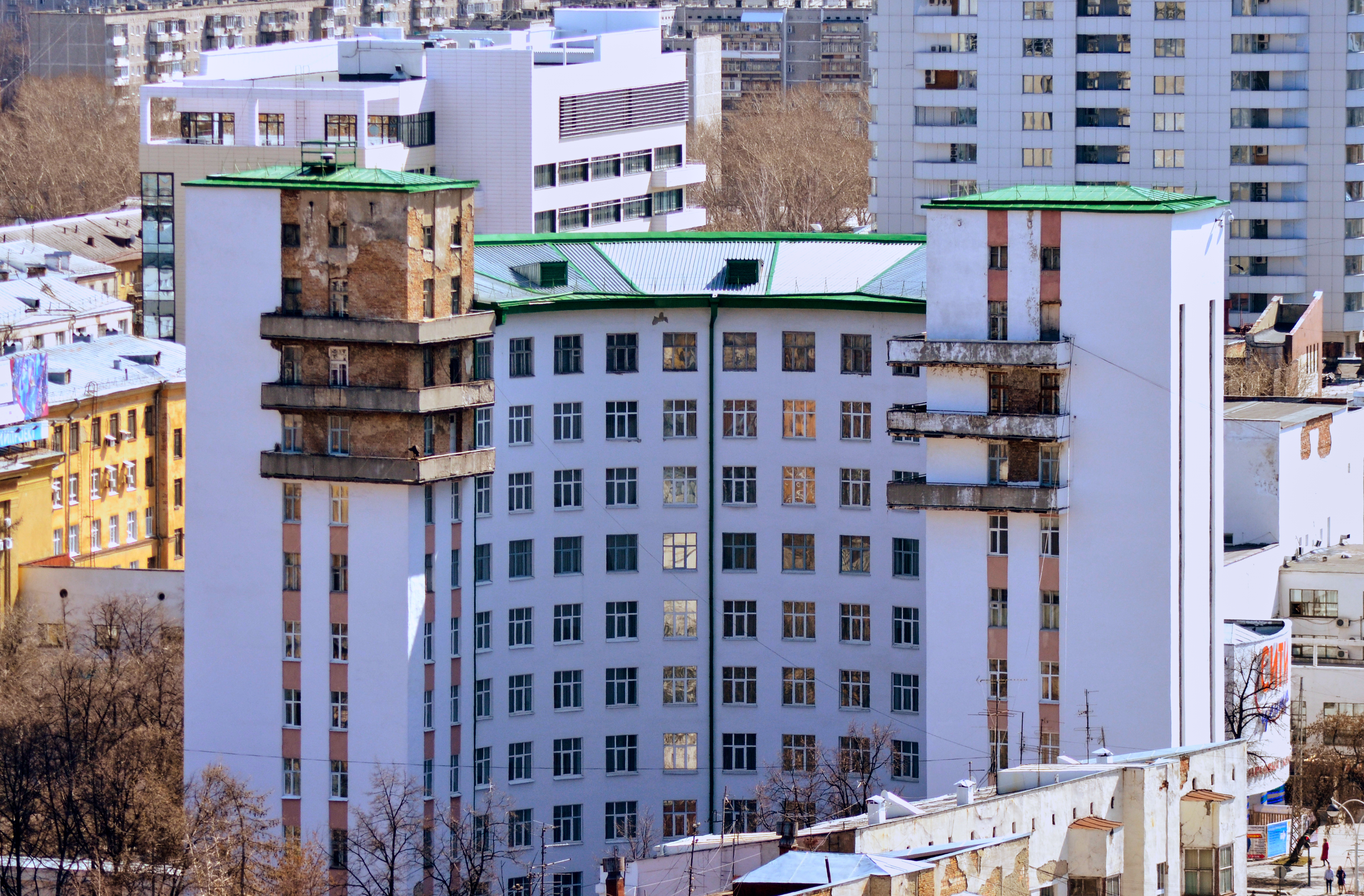
Hotel Iseť
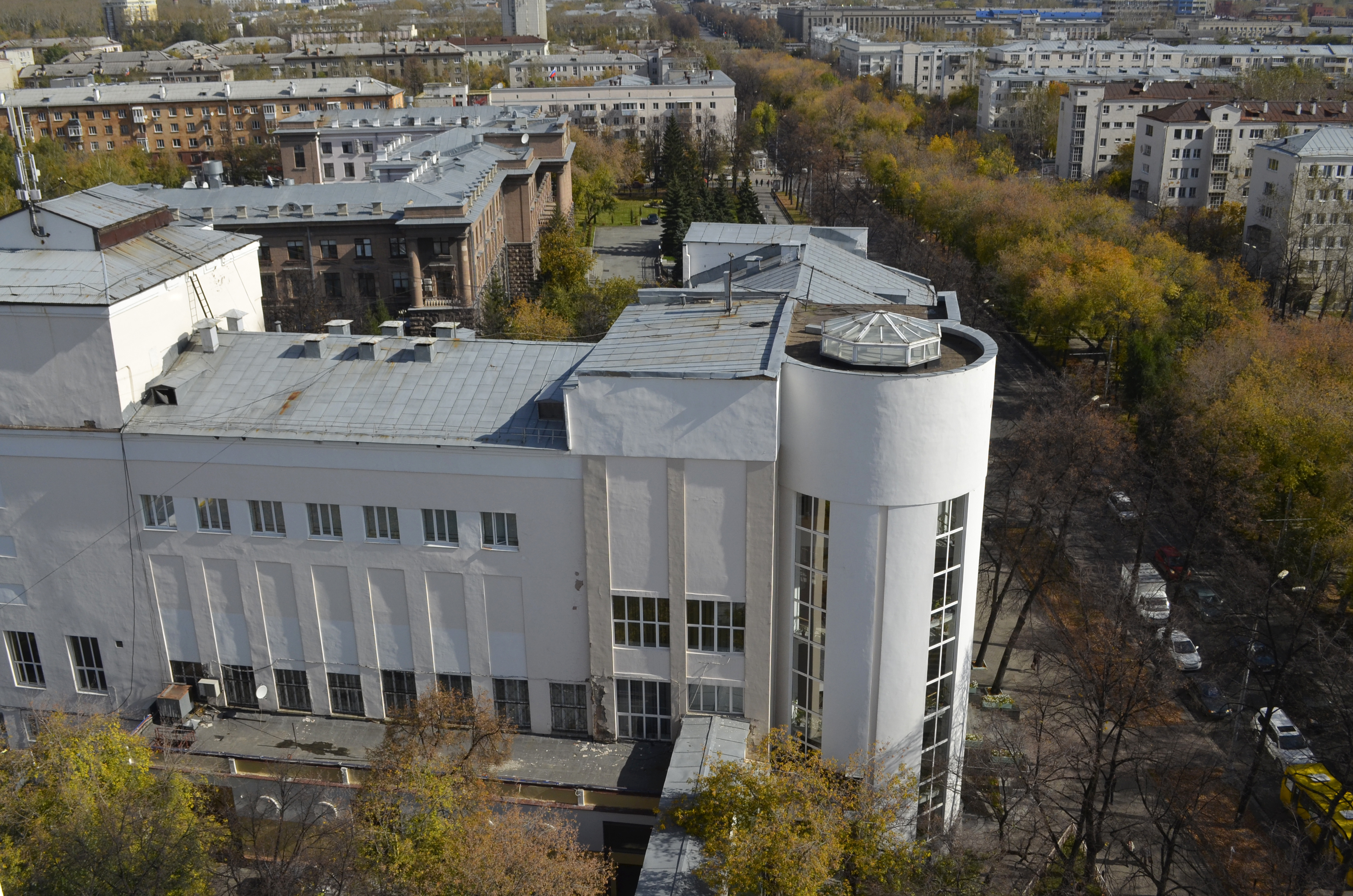
Bývalý Palác kultury F. Dzeržinského
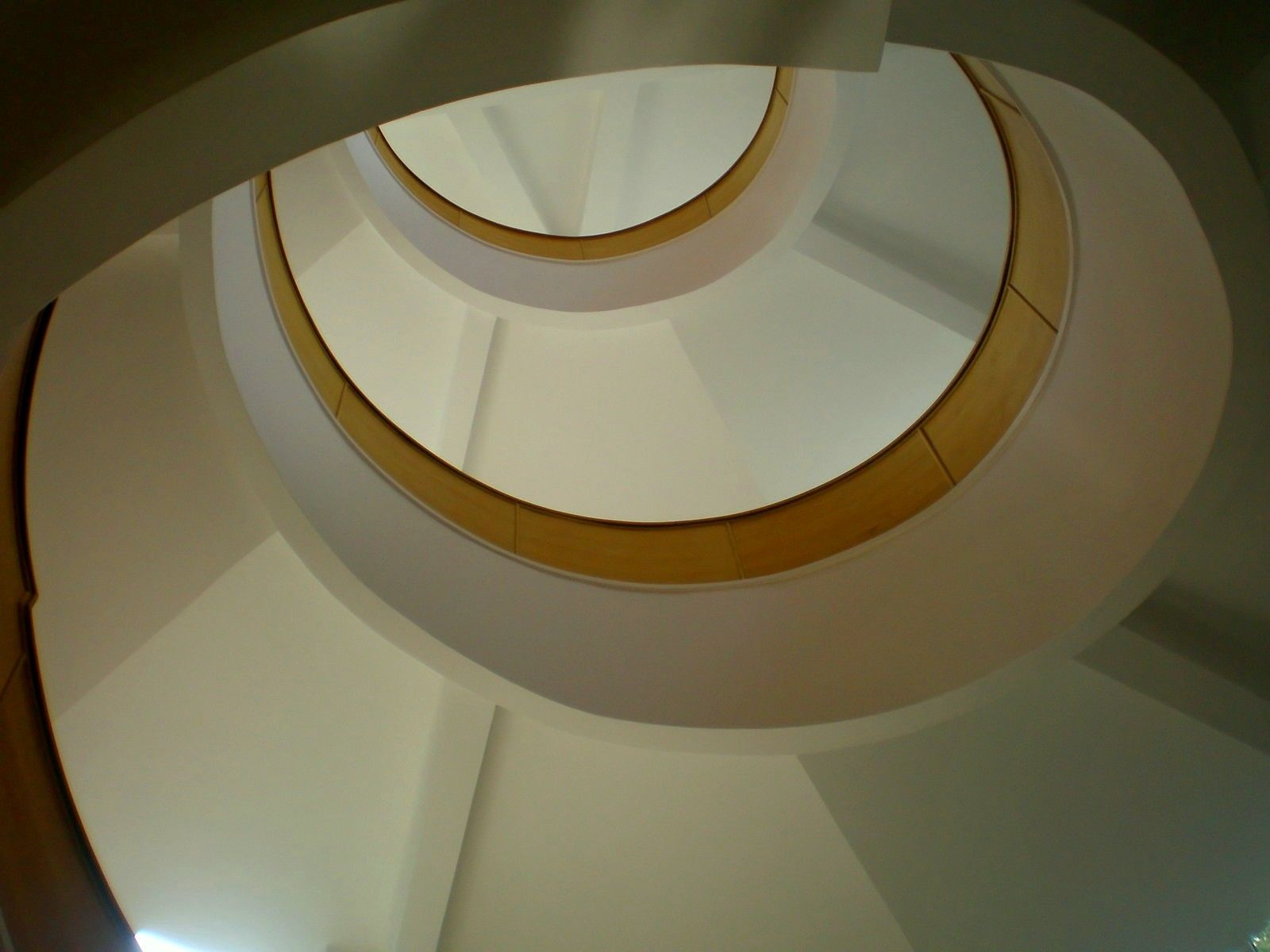
Původní schodiště
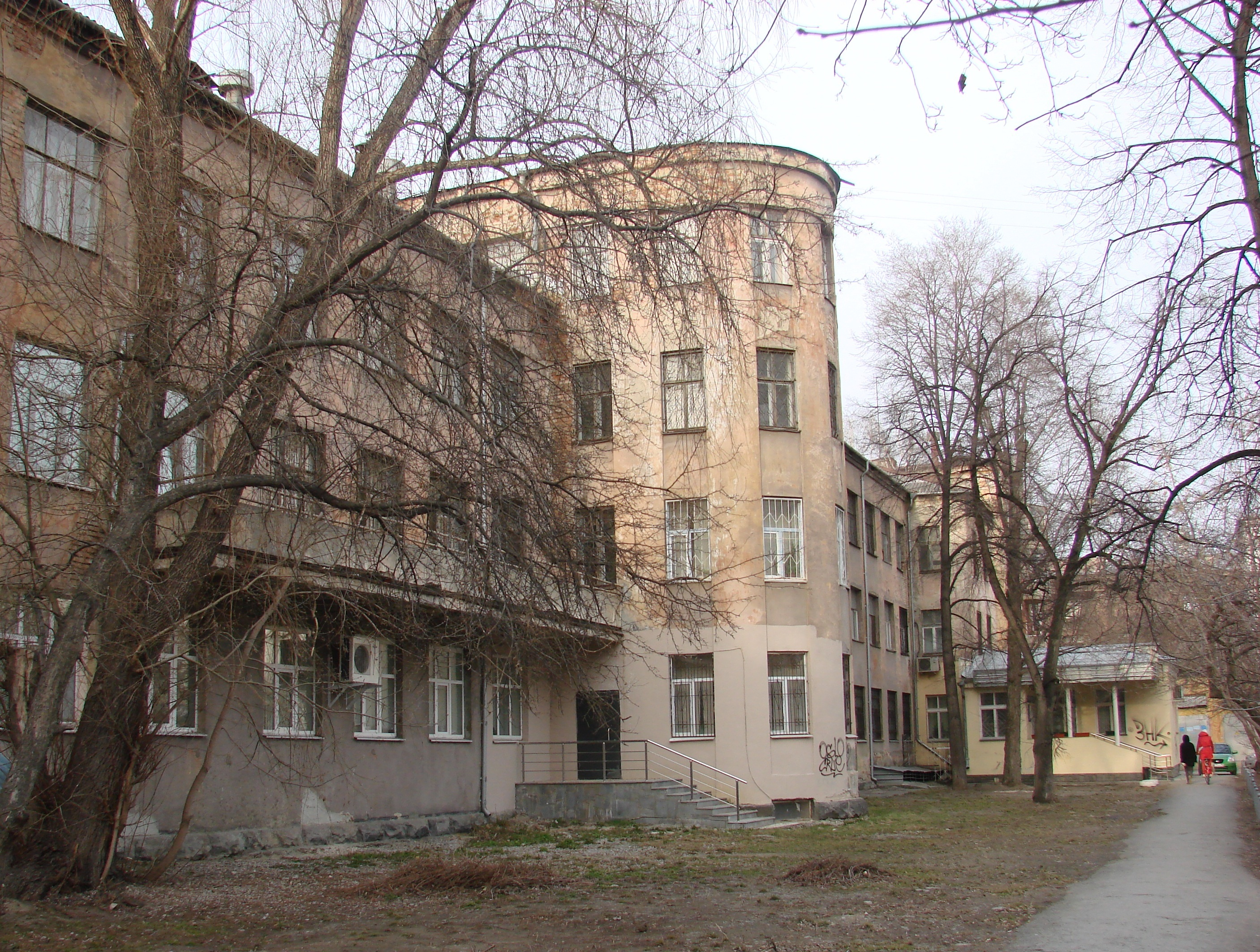
Bývalá školka
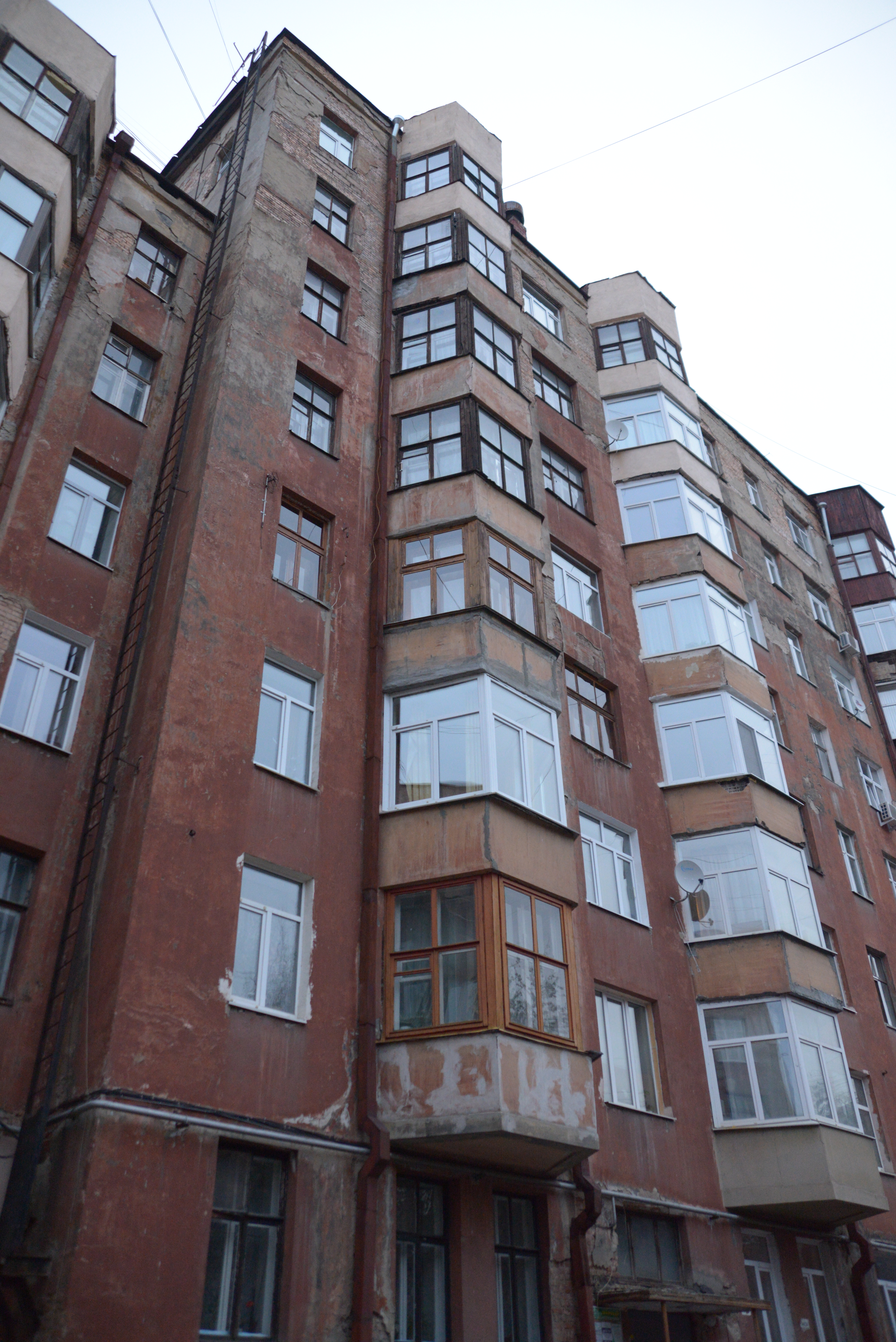
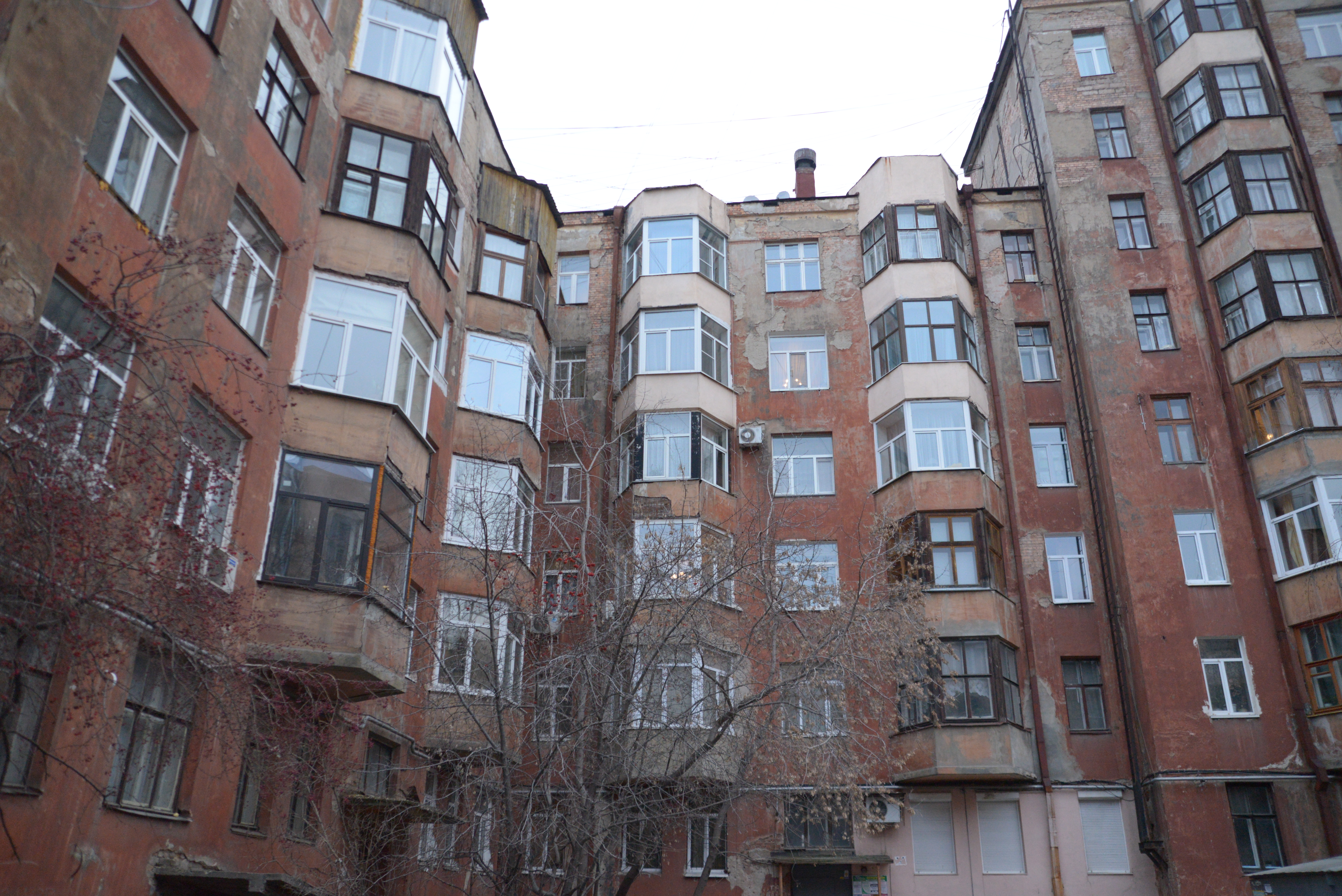
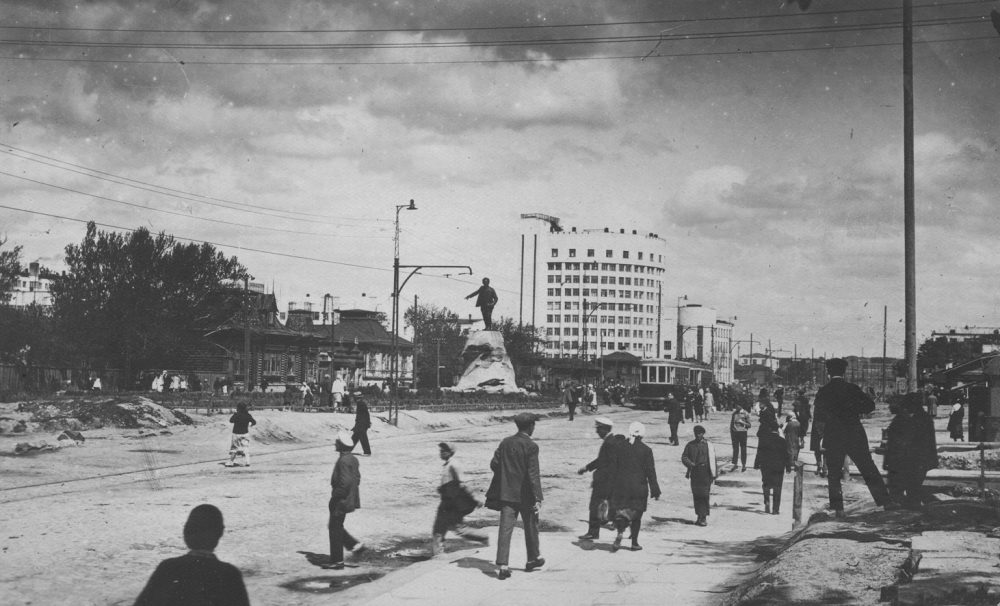
Výstavba